# Мужун Вэй
Мужун Вэй (кит. 慕容暐, пиньинь Mùróng Wěi , 350—385), взрослое имя Цзинмао (景茂) — сяньбийский вождь, последний император государства Ранняя Янь. От императора Южной Янь Мужун Дэ, который был его дядей, впоследствии получил посмертное имя Ю-ди (幽帝).

## Биография
Мужун Вэй родился в 350 году — за год до того, как его отец Мужун Цзюнь провозгласил себя императором; его матерью была супруга Мужун Цзюня, получившая титул «императрица Кэцзухунь». В 354 году получил титул «Чжуншаньский князь» (中山王). В 356 году скончался наследник престола Мужун Е, и новым наследником престола был назначен Мужун Вэй.
В начале 360 года Мужун Цзюнь заболел и, так как Мужун Вэй был ещё мал, то предложил трон своему брату Мужун Кэ. Мужун Кэ отказался, и уверил императора, что сможет помочь в управлении его малолетнему сыну. В том же году Мужун Цзюнь скончался, и 10-летний Мужун Вэй взошёл на трон, а Мужун Кэ стал при нём регентом. Благодаря умелому управлению Мужун Кэ территория страны постепенно расширялась (так, в 365 году яньскими войсками был отбит у империи Цзинь город Лоян). В 367 году Мужун Кэ заболел, и на смертном одре порекомендовал Мужун Вэю другого дядю — Мужун Чуя. Однако этому воспротивилась вдовствующая императрица Кэцзухунь, и новым регентом стал другой дядя — Мужун Пин.
Мужун Пин оказался гораздо менее способным правителем, чем Мужун Кэ. В 369 году цзиньские войска нанесли такой удар, что даже дошли до яньской столицы Ечэна, в результате чего Мужун Вэю пришлось обращаться за помощью к государству-сопернику Ранняя Цинь, пообещав ему за это Лоянский регион. Цзиньское нападение было отбито, однако Лоянский регион циньцам отдавать не стали, что привело к войне между Ранней Янь и Ранней Цинь. В 370 году циньский полководец Ван Мэн разгромил яньское войско, возглавляемое самим Мужун Пином, и циньские войска пленили Мужун Вэя, в результате чего государство Ранняя Янь прекратило своё существование.
Мужун Вэй вместе с другими членами своего клана был поселён в циньской столице Чанъане, где ему был дан титул Синьсинского хоу (新兴侯). Он стал генералом, и принимал участие в ряде циньских походов.
В 384 году Мужун Чуй поднял восстание в восточной части страны (на бывших яньских землях) и создал государство Поздняя Янь. Услышав про это, братья Мужун Вэя Мужун Хун и Мужун Чун также подняли восстание в районе Чанъаня, и потребовали передать им Мужун Вэя, обещая отдать за это регион Гуаньчжун. Правитель Фу Цзянь отказался, и Мужун Чун осадил Чанъань (Мужун Хун был убит). Мужун Вэй попытался организовать восстание внутри Чанъаня, но заговор был раскрыт, и Мужун Вэй был казнён, а все сяньбийцы в городе — убиты.